# Margaret Chan

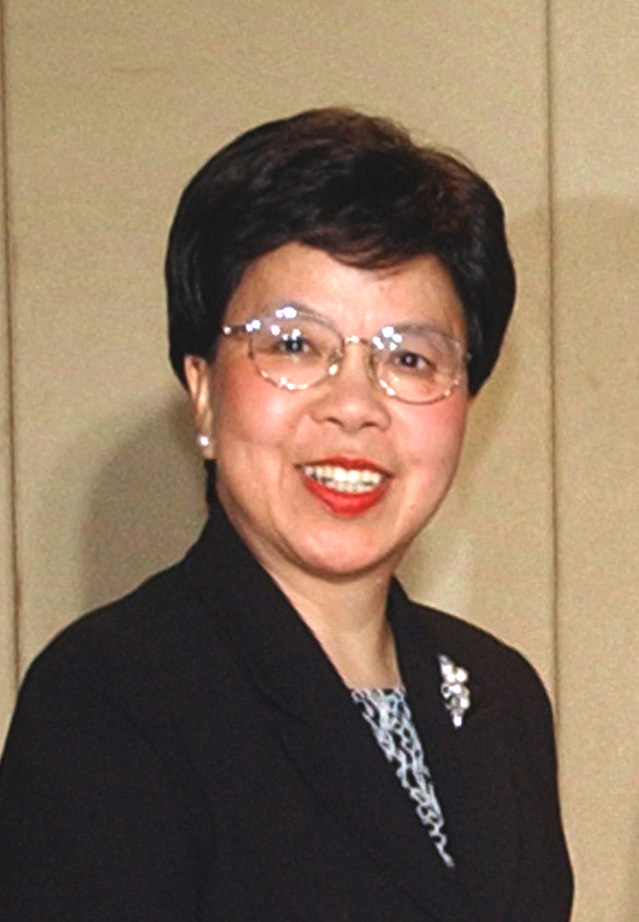
Margaret Chan (2007)

Margaret Chan Fung Fu-chun (chinesisch 陳馮富珍 / 陈冯富珍; * 1947 in Hongkong) war von 2006 bis 2017 Generaldirektorin der Weltgesundheitsorganisation (im Mai 2012 wurde sie für eine zweite Amtsperiode bis zum 30. Juni 2017 gewählt). Sie war die erste Chinesin, die einer UN-Sonderorganisation vorstand.

## Biografie
Margaret Chan schloss ihr Medizinstudium an der kanadischen Universität von West-Ontario ab. Zurückgekehrt nach Hongkong, trat sie 1978 in die Gesundheitsbehörde der damaligen britischen Kronkolonie ein. Von 1994 bis 2003 war sie Gesundheitsdirektorin in der Regierung von Hongkong. In dieser Funktion war sie auch verantwortlich für die Bekämpfung der Vogelgrippe H5N1 (1997) und von SARS im Jahr 2003, dessen Ausbruch in Hongkong fast 300 Todesopfer forderte. Für ihre zögerliche Haltung bei der Bekämpfung von SARS wurde sie von der Öffentlichkeit und vom Parlament kritisiert. Andererseits kam eine von der Regierung eingesetzte Expertenkommission zum Schluss, dass ihr das Missmanagement nicht angelastet werden konnte.
Noch im selben Jahr verließ sie ihr Amt, um bei der WHO eine Stelle als Direktorin der Abteilung zum Schutz der menschlichen Umwelt anzunehmen. Im Jahr 2005 wurde sie Direktorin der WHO-Abteilung für die Überwachung und Bekämpfung von übertragbaren Krankheiten sowie Stellvertreterin des Generaldirektors für den Bereich Grippe-Pandemie.
Sie wurde wegen ihrer Zustimmung zur Einstufung der durch das Influenza-A-Virus H1N1 verursachten Schweinegrippe von 2009/10 als Pandemie stark kritisiert, da für dieses Virus die Kriterien für eine Pandemie heruntergesetzt wurden. Auch Mitglieder des Europarates kritisierten Chan, allen voran der deutsche Mediziner und Politiker Wolfgang Wodarg (SPD), Mitglied der Parlamentarischen Versammlung des Europarates. Die Vorwürfe einer überhasteten Vorgehensweise wurden von der WHO zurückgewiesen.